# Cyrtarachne melanoleuca
Cyrtarachne melanoleuca là một loài nhện trong họ Araneidae.
Loài này thuộc chi Cyrtarachne. Cyrtarachne melanoleuca được Hirotsugu Ono miêu tả năm 1995.